# 朴春男
朴 春男（パク・チュンナム、朝鮮語: 박춘남）は、朝鮮民主主義人民共和国の政治家。朝鮮労働党中央委員会委員候補。文化相、文化省映画総局総局長などを歴任した。

## 経歴
出生地や生年月日は不明。2011年9月に文化副相に任命され、2012年7月から文化省映画総局総局長を兼任した。2013年9月に文化相に昇進し、2014年3月に最高人民会議第13期代議員に選出され、同年4月9日に開催された第13期第1回会議で文化相に再任された。2016年5月9日に開催された朝鮮労働党第7次大会で朝鮮労働党中央委員会委員候補に選出された。2018年4月1日に訪朝した韓国芸術団の公演を金正恩委員長と鑑賞し、芸術団を率いた都鍾煥文化体育観光部長官と会談した。同年11月3日に訪朝した中国芸能人代表団と北朝鮮芸術団との合同公演を金正恩委員長と鑑賞した。2019年4月11日に開催された最高人民会議第14期第1回会議で文化相に再任されたが、同年12月28日に開催された朝鮮労働党中央委員会第7期第5回総会で文化相を解任された。

## 参考サイト
- 북한정보포털

| 先代洪光淳 | 文化相2013年 - 2019年 | 次代全明植 |